# Adoração dos Magos (Bosch, Filadélfia)
A Adoração dos Magos é uma pintura a óleo sobre painel de madeira atribuída à oficina do artista holandês Hieronymus Bosch, executada por volta de 1499. Está alojada no Museu de Arte da Filadélfia, EUA. O catálogo do datou-a por volta de 1518, como tendo sido terminada pela oficina de Bosch. De acordo com pesquisas dendocronológicas, poderia ter sido pintada em 1493-1499.
A Adoração dos Reis Magos (do título da seção em latim da Vulgata, A Magis adoratur) é o nome tradicionalmente dado ao tema cristão parte da Natividade, no qual os três reis magos, representados como reis vindos do oriente, tendo encontrado Jesus ao seguir a estrela de Belém, colocam aos pés do Menino Jesus presentes de ouro, incenso e mirra. Eles também o adoram como "rei dos judeus". Este evento foi relatado no Evangelho de Mateus .
Bosch produziu outras duas bem conhecidas obras sobre este tema da Adoração dos Magos: uma conservada em Nova York e outra conservada em Madrid.